# Jörg Wörther
Jörg Wörther (* 8. Juli 1958 in Bad Gastein; † 15. Juli 2020) war ein österreichischer Koch.

## Leben
Jörg Wörther absolvierte seine Lehre im ehemals mondänen, heute nicht mehr existierenden, Grand Hotel Gasteinerhof in seinem Heimatort und ging anschließend nach München, wo er im Hotel Sheraton und in seiner Freizeit als Volontär auch im Restaurant Tantris arbeitete. Nach seiner Zeit in Josef Viehhausers Restaurant Le Canard in Hamburg führte ihn seine nächste Anstellung für drei Jahre wiederum nach Bayern, in das von Eckart Witzigmann geleitete Restaurant Aubergine in München.
Nach Badgastein zurückgekehrt, war er ab 1982 als Küchenchef im wiedereröffneten Grand Hotel de l’Europe tätig, bevor er ab 1984 als selbstständiger Gastronom das Restaurant Vinothek (zwei Hauben) in der Villa Solitude führte. Im Dezember 1987 eröffnete er in seinem Heimatort die Villa Hiss und führte diese sieben Jahre lang, wobei sein Betrieb ab 1989 von Gault Millau jährlich mit drei Hauben ausgezeichnet wurde.
1990 kürten ihn Christian Millau, Joël Robuchon und Michael Reinartz anlässlich eines Kochwettbewerbs im Wiener Haas-Haus persönlich zum österreichischen Koch des Jahrzehnts. 1995 pachtete Wörther das Hotel Schloss Prielau in Zell am See und richtete darin sein Restaurant Jörg Wörther ein, das von 1997 bis zu seiner Schließung im Herbst 2003 jedes Jahr mit vier Hauben ausgezeichnet wurde und zu den besten vier Restaurants in Österreich zählte.
2001 entwarf Wörther zusammen mit dem Designer F.A. Porsche für CHROMA eine Messerserie.
2004 übernahm er die Patronanz über das Winterstellgut in Annaberg, dem Landgut von Dietrich Mateschitz, wo er in den ersten Wochen auch selbst kochte. Im August 2005 eröffnete er in Zusammenarbeit mit Mateschitz das Carpe Diem Finest Fingerfood in der Salzburger Getreidegasse, aus dem er im August 2007 wieder ausschied.
Im Mai 2014 eröffnete er mit Manfred Dietrichsteiner das Restaurant Ceconi’s in Salzburg, das er Mitte 2015 wieder schloss.
Jörg Wörther war verheiratet und lebte in Elsbethen-Glasenbach bei Salzburg. Er starb am 15. Juli 2020 im Alter von 62 Jahren nach längerer Krankheit.

## Beratung
Wörther beriet mit seiner Firma Primetaste gastronomische Projekte:
- 2009: K & K Seminarhotel Geras, Geras.
- 2010: Der Schwarzacher, Saalbach/Hinterglemm.
- 2011: Hotel Restaurant Häupl, Seewalchen/Attersee.
- 2012: Konzept für Johann Lafers „Österreich Bistro“.

## Auszeichnungen
- 1990: Erster österreichischer „Koch des Jahrzehnts“ (Gault Millau)
- 1999: „Koch des Jahres 1999 in Österreich“ (Gault Millau, Agrana)
- 1999: „Koch des Monats“ (Wolfram Siebeck, „Der Feinschmecker“)
- 2001: „Goldene Roulette-Kugel“ (Gault Millau, Casinos Austria)
- 2002: „Restaurant Jörg Wörther“ zum besten Restaurant Österreichs gekürt (Zeitschrift „Die Bunte“)
- 2004: „Trophée Gourmet“ für sein Lebenswerk und seine gastronomischen Leistungen auf dem Sektor „Sterneküche“ (Guide A la Carte)
- 2014: „Tafelspitz Lebenswerk“ von der Kurier-Freizeit Redaktion
- 2020: „Lebenswerk 2020“ des Eat-Berlin Festival[4]

## Kochbücher
- Wörtherbuch: Von Flußkrebsen, Erdäpfelgnocchi, Hollersavarin & anderen Feinheiten der österreichischen Küche. Haymon Verlag, 1998.
- Der Wörther: genussvoll kochen / Mit einem einleitenden Essay und sechs gastrosophischen Zwischenrufen von Christoph Wagner. Niederösterreichisches Pressehaus, St. Pölten 2005, ISBN 3-85326-372-0.
- Austro-Tapas: Raffiniert einfache Rezepte / gemeinsam mit Toni Mörwald und Christoph Wagner. Loewenzahn Verlag, 2009.
- Austro-Grill: Raffiniert einfache Rezepte / gemeinsam mit Toni Mörwald und Renate Wagner-Wittula, Löwenzahn Verlag, 2011.